# Blurryface
Blurryface — четвертий студійний альбом американського дуету Twenty One Pilots. Він є другим альбомом, випущеним на лейблі Fueled by Ramen. Альбом вийшов 17 травня 2015 року. Першим синглом, який вийшов з альбому, став «Fairly Local». Також два сингли з цього альбому, «Stressed Out»» і «Ride», потрапляли в п'ятірку найкращих синглів Billboard Hot 100. Диск став тричі «платиновим»  у США, а сингл «Stressed Out» дістався до другого рядка в Billboard.

## Передісторія та запис
Після випуску свого третього альбому «Vessel» гурт активно гастролював на його підтримку по всьому світі. Під час туру в гурту була портативна студія звукозапису, яка дозволяла їм реалізовувати різноманітні ідеї.
- «Heavydirtysoul», «Ride», «Fairly Local», «Tear in My Heart», «Lane Boy» і «Doubt» були записані з продюсером Ріки Рідом в Serenity West Recording в Голлівуді, штат Каліфорнія.
- «Stressed Out», «Polarize», «Hometown» і «Not Today» були записані з продюсером Майком Елізондо в Can Am в Тарзані, Каліфорнія.
- «Ride» був записаний з Рідом в Sonic Lounge Studios в Гроув Сіті, штат Огайо.
- «The Judge» був записаний з продюсером Майком Кроссі в Livingston Studios в Лондоні.
- «We Do not Believe What's on TV» і «Goner» були записані разом з Рідом в Paramount Recording Studios в Голлівуді, штат Каліфорнія.
- «Message Man» був записаний з Тімом Андерсоном в Werewolf Heart в Лос-Анджелесі, штат Каліфорнія.
- Поєднанням пісень для створення повноцінного альбому займався Ніл Аврон, за підтримки Скотта Скринські, в The Casita в Голлівуді, Каліфорнія.
- Фінальним редагуванням альбому займався Кріс Герінгер в студії Sterling Sound в Нью-Йорку.

## Назва
Альбом названий на честь вигаданого персонажа Blurryface (укр. Розмите обличчя), якого самі хлопці називають повноправним членом колективу. У відеоролику Blurryface це Тайлер з руками й шиєю покритими чорною фарбою.
Тайлер Джозеф, вокаліст гурту, розповідає, що Blurryface представляє його індивідуальність, а чорні шия і руки допомагають йому ввійти в образ.

## Stressed out
Цей сингл став найпопулярнішим треком Twenty One Pilots. У 2017 році за пісню «Stressed Out» колектив отримав Греммі в номінації «Найкращий поп-дует». До того ж у 2017 році офіційний кліп на Youtube набрав мільярд переглядів; станом на літо 2019 року відеокліп уже встиг зібрати 1,8 млрд переглядів  Музична складова пісні дуже захоплива, але на передній план виступає текст і його подання. «Stressed Out» зачіпає дуже глибоку тему перехідного віку, коли безтурботне дитинство вже закінчилось і починається доросле життя з багатьма проблемами (наприкінці кліпу було показано тему грошей). Також у синглі вдало показано ностальгію за дитинством.

## Критика
Альбом отримав здебільшого позитивні відгуки музичних критиків і має середній бал 80 із 100 на сайті Metacritic (на основі 5 рецензій).
Sputnikmusic і Alternative Press позитивно оцінили альбом.
Джейсон Петтігрю з Alternative Press описав альбом як «чудовий» і схвально вітаючи суміш жанрів у їх піснях, відзначив треки «Ride», «Polarize», «Message Man», «Tear in My Heart», «We Do not Believe What's on TV», «Goner» і «Lane Boy» у своїй рецензії.
|                                         | Група об'єднала хіп-хоп-елементи, відтінки реггі, поп-музики, люту електронну наполегливість і войовничий смуток в неймовірно згуртований запис. |
| — Джейсон Петтігрю з Alternative Press, | |

Альбом посів перше місце у списку «10 Essential Records of 2015» видання Alternative Press. Альбом був включений під другим номером у список топ 50 найкращих релізів видання Rock Sound 2015 року. Blurryface був номінований на «Альбом року» на церемонії вручення нагород Alternative Press Music 2016 року. Альбом також отримав категорію «Top Rock Album» на церемонії Billboard Music Awards.

## Продажі
Відразу після офіційного релізу на Заході продажі Blurryface перевищили 134 тисячі примірників. Вже в перший тиждень альбом дебютував на першому

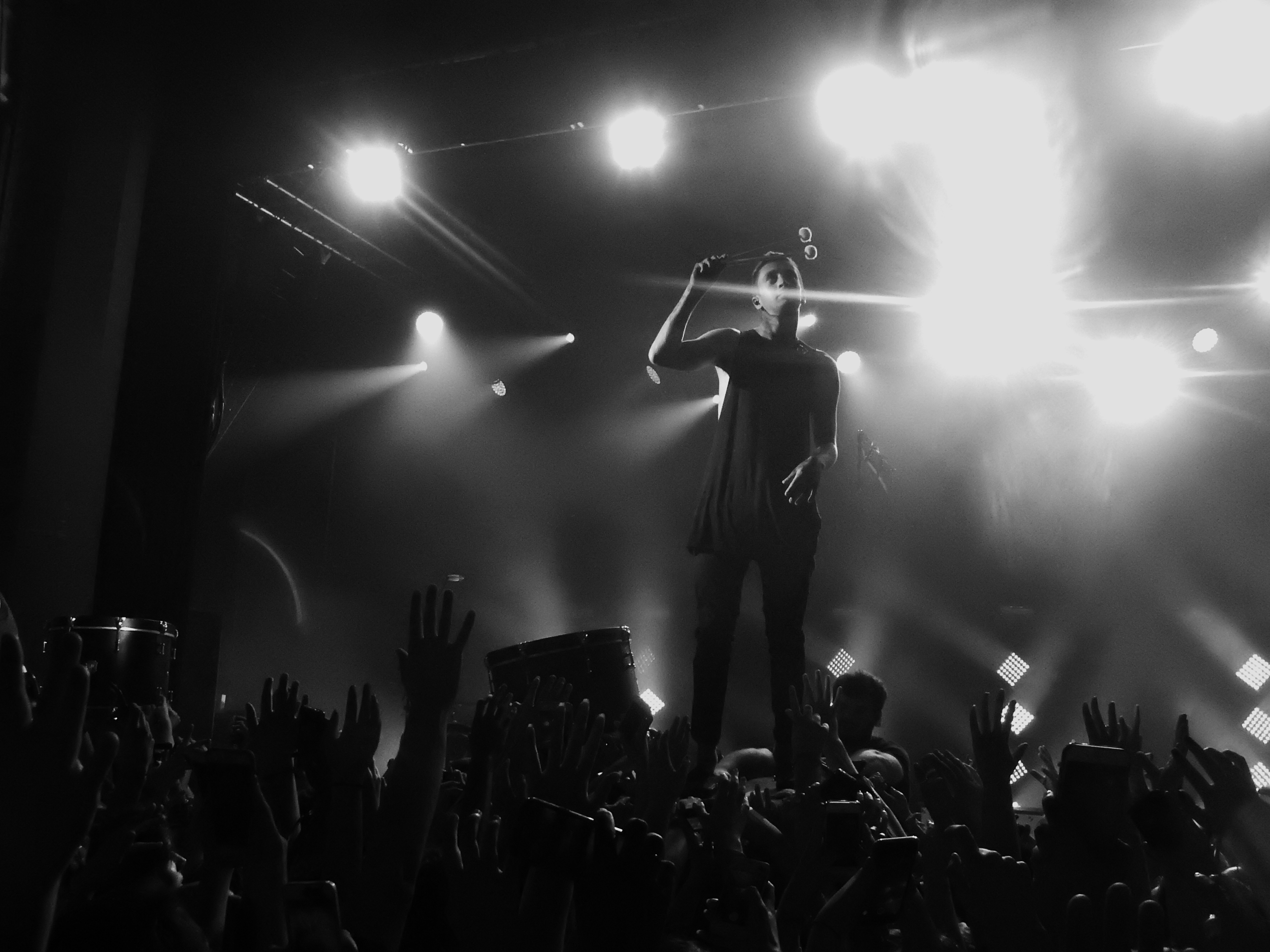
Twenty One Pilots виступають на Shepherds Bush Empire у Лондоні
(6 листопада 2015)

 місці в Billboard 200, що зробило його найуспішнішим альбомом Twenty One Pilots в чартах Америки, з найбільшим результатом продажів серед всіх робіт дуету Уже до кінця липня (за три неповних місяці) продаж альбому в США перевалив за 1 млн копій.. Група також вперше вийшла на 40-е місце у Великій Британії, де альбом дебютував під 14-им номером.
Тепер у групи є ще одне досягнення, яке вони можуть додати до своєї, вже не маленької колекції нагород, так як їх альбом Blurryface був офіційно сертифікований американською асоціацією звукозаписних компаній як тричі платиновий. Щоб альбом був сертифікований американською асоціацією звукозаписних компаній тричі платиновим, він повинен продатися 3,000,000 одиницями. «Одиниця» в даному контексті, означає один проданий альбом, 10 викачаних треків або 1,500 прослуховувань в Spotify або Apple Music. Альбом 2013 року Vessel також отримав статус платинового.
У доповненні до цих заяв, Twenty One Pilots були номіновані на п'ять нагород Греммі, включаючи номінацію «краща рок пісня» за трек «Heathens». Однак, пара відвезла додому тільки одну нагороду за «Кращий поп-дует / групове виконання» за пісню «Stressed Out».

## Список композицій
Всі пісні написані Тайлером Джозефом
| #     | Назва                           | Тривалість |
| ----- | ------------------------------- | ---------- |
| 1.    | «Heavydirtysoul»                | 3:54       |
| 2.    | «Stressed Out»                  | 3:22       |
| 3.    | «Ride»                          | 3:34       |
| 4.    | «Fairly Local»                  | 3:27       |
| 5.    | «Tear in My Heart»              | 3:08       |
| 6.    | «Lane Boy»                      | 4:13       |
| 7.    | «The Judge»                     | 4:57       |
| 8.    | «Doubt»                         | 3:11       |
| 9.    | «Polarize»                      | 3:46       |
| 10.   | «We Don't Believe What's on TV» | 2:57       |
| 11.   | «Message Man»                   | 4:00       |
| 12.   | «Hometown»                      | 3:54       |
| 13.   | «Not Today»                     | 3:58       |
| 14.   | «Goner»                         | 3:56       |
| 52:23 |                                 |            |

| Бонус-треки японського видання | Бонус-треки японського видання | Бонус-треки японського видання |
| #                              | Назва                          | Тривалість                     |
| ------------------------------ | ------------------------------ | ------------------------------ |
| 15.                            | «Guns for Hands»               | 4:30                           |
| 16.                            | «Lovely»                       | 4:18                           |

## Учасники запису
- Тайлер Джозеф — вокал, піаніно, клавішні, укулеле (треки: 7 та 10), бас (треки: 1, 2, 8 та 11), гітара (треки: 1, 3-6, 8 та 11)
- Джош Дан — барабани, перкусія, бек-вокал (треки: 7 та 13)

 Допоміжні музиканти 
- Рікі Рід — програмування (треки: 1, 3-6, 8 та 14), доповняльний вокал (треки: 1, 3 та 8), бас (треки: 3-6, 10 та 14)
- Майк Елізондо — вертикальний бас (трек 2), програмування (треки: 2, 12 та 13), клавішні (треки: 2, 9, 12 та 13), бас (треки: 9, 12 та 13), синтезаторний бас (треки: 9 та 12), гітара (треки: 12 та 13), Hammond B3 (трек 13), вокал (трек 13)
- Майк Кроссі — програмування, бас, синтезатори та вокальні партії (трек 7)
- Джонатан Гілмор — вокальні партії (трек 7)
- Тім Андерсон — синтезатори та програмування (трек 11)
- Денні Т. Левін — труба, тромбон (трек 13)
- Девід Мойєр — тенор-саксофон, альт-саксофон, баритон-саксофон та флейта (трек 13)
- LunchMoney Lewis — доповняльний вокал (трек 8)

 Допоміжний персонал 
- Піт Ганбарг — A & R
- Брендон Райк — художній напрямок, дизайн
- Reel Bear Media — художній напрямок, дизайн
- Вірджіліо Цай — художній напрямок, дизайн
- Джабарі Джейкобс — фотографія
- Роб Голд — арт-менеджмент
- Джош Скубель — виробництво упаковки

 Виробництво 
- Тайлер Джозеф — виконавче виробництво, спільне виробництво
- Кріс Вольтман — виконавче виробництво
- Рікі Рід — виконавче виробництво, виробництво (треки: 1, 3-6, 8, 10 та 14)
- Майк Елізондо — постанова (треки: 2, 9, 12 та 13)
- Майк Кроссі — виробництво (трек 7)
- Тім Андерсон — виробництво (трек 11)
- Ніл Аврон — мікшування
- Кріс Герінгер — мастеринг
- Дрю Капнер — інженер (треки: 1, 3-6, 8, 10 та 14)
- Адам Хоукінс — інженер (треки: 2, 9, 12 та 13)
- Джо Вірс — інженер (трек 3)
- Джонатан Гілмор — інженер (трек 7)
- Кріс Спілфогель — інженер (трек 11)
- Скотт Скринскі — допомога
- Майкл Петерсон — допомога (треки: 1, 4, 6 та 8)
- Брент Ерровуд — допомога (треки: 2, 9, 12 та 13)
- Алекс Грушецький — допомога (треки: 3-5)
- Віктор Луенос — допомога (треки: 10 та 14)
- Сет Перес — допомога (трек 11)

## Позиції в чартах
| Чарт (2015-17)                                       | Позиція |
| ---------------------------------------------------- | ------- |
| Австралія Australian Albums (ARIA)                   | 7       |
| Австрія Austrian Albums (Ö3 Austria)                 | 12      |
| Бельгія Belgian Albums (Ultratop Flanders)           | 17      |
| Бельгія Belgian Albums (Ultratop Wallonia)           | 19      |
| Канада Canadian Albums (Billboard)                   | 4       |
| Данія Danish Albums (Hitlisten)                      | 9       |
| Нідерланди Dutch Albums (MegaCharts)                 | 18      |
| Фінляндія Finnish Albums (Suomen virallinen lista)   | 5       |
| Франція French Albums (SNEP)                         | 13      |
| Німеччина German Albums (Media Control)              | 27      |
| Угорщина Hungarian Albums (MAHASZ)                   | 16      |
| Ірландія Irish Albums (IRMA)                         | 7       |
| Італія Italian Albums (FIMI)                         | 13      |
| Japanese Albums (Oricon)                             | 61      |
| Південна Корея Korean Albums (GAON)                  | 77      |
| Мексика Mexican Albums (Top 100 Mexico)              | 12      |
| Нова Зеландія New Zealand Albums (Recorded Music NZ) | 2       |
| Норвегія Norwegian Albums (VG-lista)                 | 5       |
| Польща Polish Albums (ZPAV)                          | 15      |
| Португалія Portuguese Albums (AFP)                   | 15      |
| Іспанія Spanish Albums (PROMUSICAE)                  | 51      |
| Швеція Swedish Albums (Sverigetopplistan)            | 9       |
| Швейцарія Swiss Albums (Schweizer Hitparade)         | 22      |
| Велика Британія UK Albums (OCC)                      | 5       |
| US Billboard 200                                     | 1       |
| US Billboard Vinyl Albums                            | 1       |

| Чарт (2015)                        | Позиція |
| ---------------------------------- | ------- |
| US Billboard 200                   | 31      |
| US Billboard Digital Albums        | 19      |
| US Billboard Top Rock Albums       | 7       |
| Чарт (2016)                        | Позиція |
| Australian Albums (ARIA)           | 23      |
| Austrian Albums (Ö3 Austria)       | 34      |
| Belgian Albums (Ultratop Flanders) | 73      |
| Belgian Albums (Ultratop Wallonia) | 67      |
| Canadian Albums (Billboard)        | 4       |
| Danish Albums (Hitlisten)          | 14      |
| Dutch Albums (MegaCharts)          | 31      |
| French Albums (SNEP)               | 24      |
| Italian Albums (FIMI)              | 63      |
| Mexican Albums (AMPROFON)          | 41      |
| New Zealand Albums (RMNZ)          | 9       |
| Polish Albums (ZPAV)               | 42      |
| Swiss Albums (Schweizer Hitparade) | 46      |
| UK Albums (OCC)                    | 27      |
| US Billboard 200                   | 6       |

## Сертифікації
| Регіон          | Сертифікат | Продано   |
| --------------- | ---------- | --------- |
| Канада          | Платина    | 80,000    |
| Польща          | 2× Платина | 40,000    |
| Австралія       | Золото     | 35,000    |
| Італія          | Золото     | 25,000    |
| Нова Зеландія   | Платина    | 15,000    |
| Норвегія        | Золото     | 15,000    |
| Данія           | Золото     | 10,000    |
| Німеччина       | Золото     | 100 000   |
| Велика Британія | Золото     | 100 000   |
| США             | 3× Платина | 1,270,000 |

## Історія випуску
| Країна          | Дата            |
| --------------- | --------------- |
| Австрія         | 15 травня, 2015 |
| Німеччина       | 15 травня, 2015 |
| Японія          | 15 травня, 2015 |
| Ірландія        | 15 травня, 2015 |
| Нідерланди      | 15 травня, 2015 |
| Фінляндія       | 16 травня, 2015 |
| Данія           | 16 травня, 2015 |
| Франція         | 16 травня, 2015 |
| Польща          | 16 травня, 2015 |
| Велика Британія | 16 травня, 2015 |
| Європа          | 17 травня, 2015 |
| Канада          | 17 травня, 2015 |
| США             | 17 травня, 2015 |